# Tolemaide di Tebaide
Tolemaide di Tebaide, sita sulla riva destra del Nilo, nell'Alto Egitto, a circa 120 km a valle di Tebe, in corrispondenza dell'attuale Menshiyeh, fu, con Naucrati e Alessandria, una delle tre città elleniche dell'Antico Egitto.
Fondata da Tolomeo I per sostituire Tebe come capitale della Tebaide, sul luogo ove vi era un villaggio indigeno chiamato Psoï, essa ricevette fin dall'inizio lo statuto di città ellenica. Il culto del suo fondatore è ancora attestato all'epoca romana.
Par distinguerla da altri agglomerati che avevano ricevuto il nome di Tolemaide, venne talvolta designata come Ptolémaïs Hermiou.
Al pari di Alessandria, la città era divisa in tribus e in demos e pare che i suoi cittadini godessero dei medesimi privilegi di quelli di Alessandria. Le funzioni di nomophylax e di thesmophylax esistevano già in epoca tolemaica, come ad Alessandria. In epoca romana la città aveva un Consiglio, un'Assemblea popolare (dèmos), un Consiglio esecutivo di sei pritani annuali (koinon) ed un suo tribunale.
Il Sammelbuch 9016 (Papiro Fuad I inv. 211) permette di conoscere meglio i privilegi concessi alla città. Si tratta di un processo verbale d'udienza per una vicenda del 160 portata innanzi all'antarchiereus, funzionario che fa le veci dell'archierèus (ἀρχιερεὺς,) o Sommo Sacerdote, direttore del culto e alto funzionario alessandrino.
Le autorità locali di Copto (a nord di Tebe e di Tolemaide), si opponevano al soggetto del privilegio concesso a Tolemaide dai tolemaidi, di nominare per decreto i preti del tempio di Tolomeo I Sotere a Copto e di riceverne i benefici. Il papiro riunisce tre documenti: l'uno, emanato dal prefetto, gli altri due da un "ideologo", che erano sentenze rese a sostegno di questo diritto e che furono presentate come precedenti. La sentenza dell'antarchiereus è andata perduta a causa delle mutilazioni subite dal testo, ma è molto probabile che essa fosse stata favorevole a Tolemaide. Nella colonna II il papiro attribuisce all'epistratega, funzionario imperiale, e non ai funzionari locali, il diritto di controllare i beni mobili e le offerte al tempio: se Tolemaide aveva conservato una certa autonomia amministrativa e se il potere romano riconosceva il privilegio della città, ciò non di meno quest'ultimo si era riservato il diritto di controllo sugli affari comunali.
Altre notizie ed eventi ci pervengono dai frammenti dei 40 papiri che costituiscono l'Archivio Dryton e Apollonia.
Sotto l'imperatore romano Diocleziano Tolemaide d'Egitto divenne capoluogo della Tebaide inferiore (Thebais Inferior), una delle due parti in cui l'imperatore aveva voluto suddividere la Tebaide mentre Tebe rimase capoluogo dell'altra, la Tebaide superiore (Thebais Superior).